# Talis afghanella
Talis afghanella là một loài bướm đêm trong họ Crambidae.